# 土井利亨
土井 利亨（どい としなり）は、下総古河藩主。土井家宗家12代。

## 生涯
文化9年（1812年）、越前敦賀藩主・酒井忠蓋の次男として生まれる。天保10年（1839年）7月21日、古河藩の第4代藩主・土井利位の養子となった。同年10月15日、将軍徳川家慶に御目見する。同年12月18日、従五位下主膳正に叙任する。後に大炊頭に改める。嘉永元年（1848年）4月25日、養父の隠居により家督を継いだ。同年8月24日に死去、享年37。跡を養子の利則が継いだ。

## 系譜
父母
- 酒井忠蓋（実父）
- 土井利位（養父）

正室
- 土井利位の養女、土井利広の娘

養子、養女
- 土井利則 - 藤堂高秭の四男
- 心誠院 - 土井利則正室、土井利位の娘